# Aquita lunisigna
Aquita lunisigna är en fjärilsart som beskrevs av George Francis Hampson 1898. Aquita lunisigna ingår i släktet Aquita och familjen trågspinnare. Inga underarter finns listade i Catalogue of Life.